# SCH-50911
SCH-50911 je selektivni antagonist GABAB. On nalazi primenu u farmakološkim istraživanjima. Utvrđeno je da brzo i efektivno poništava simptome GHB predoziranja kod miševa. U jednom eksperimentu, miševima su date letalne doze GHB-a (7000 mg/kg) i tome su sledile promenljive doze SCH-50911. Na dve najviše doze antagonista (150 mg/kg i 300 mg/kg), samo 2 od 20 miševa je uginulo (10%), u poređenju sa 100% letalnošću kontrolne grupe.